# Альбарран, Иоахим
Жоакэ́н Альбарра́н-и-Домингэ́ (Joaquín María Albarrán у Domínguez, 1860—1912) — французский уролог кубинского происхождения. Также известен как Иоахи́м Альбарра́н. Испанский вариант произношения: Хоаки́н-Мари́я Альбарра́н-и-Доми́нгес.

## Биография
Родился в Сагуа-ла-Гранде (Куба). Окончив в 1879 году университет в Мадриде, переехал в Париж, где изучал гистологию у Л. Ранвье, а с 1892 года — хирургию у основоположника французской урологии Ф. Гюйона. В 1906 году И. Альбарран был избран на его место профессором урологии медицинского факультета университета в Париже.

## Достижения
Известен исследованиями в области сравнительной анатомии почек, патогенеза и клиники урологических заболеваний, бактериологическими работами.
Альбарран изучал кишечную палочку и первый указал на её значение в патологии мочевых путей. В 1891 году он опубликовал работу об опухолях мочевого пузыря, создав новую классификацию опухолей. Им разработана методика исследования функциональной деятельности почек и предложен метод «экспериментальной полиурии» (1905). Известны также монографии Альбаррана о механизме происхождения гидронефроза, о туберкулёзе почек и написанная совместно с Л. Имбер (L. Imbert) монография об опухолях почек.
Альбарран изобрёл катетеризационный цистоскоп, что сделало катетеризацию мочеточников методом, доступным любому хирургу. Обширный оперативный опыт Альбаррана изложен в его прекрасном руководстве по оперативной хирургии мочевых путей (Medicine operatoire des voies urinaires, Paris). Работа, которая охарактеризована выдающимся немецким урологом Л. Каспером (L. Casper) как «настоящее сокровище», не потеряла своей ценности и поныне. Альбарран создал школу урологов.